# Iguape
Iguape is een gemeente in de Braziliaanse deelstaat São Paulo. De gemeente telt 30.675 inwoners (schatting 2009).

## Aangrenzende gemeenten
De gemeente grenst aan Cananéia, Ilha Comprida, Itariri, Juquiá, Miracatu, Pariquera-Açu, Pedro de Toledo en Peruíbe.